# Beybienkoa cairnsensis
Beybienkoa cairnsensis är en kackerlacksart som beskrevs av Roth, L. M. 1991. Beybienkoa cairnsensis ingår i släktet Beybienkoa och familjen småkackerlackor. Inga underarter finns listade.